# خوسيه كارلوس شيافيناتو
خوسيه كارلوس شيافيناتو (12 سبتمبر 1954 - 13 أبريل 2021) سياسي ومهندس برازيلي.

## السيرة الشخصية
كان عضوًا في الحزب التقدمي، وشغل منصب عمدة مدينة توليدو من 2005 إلى 2013. كان أيضًا عضوًا في مجلس النواب عن بارانا من عام 2015 حتى وفاته من جراء كوفيد 19 في برازيليا في 13 أبريل 2021 عن عمر يناهز 66 عامًا.